# 栗原大河 (競馬)
栗原 大河（くりはら たいが、1998年3月20日 - ）は、地方競馬の金沢競馬場・菅原欣也厩舎所属の騎手である。

## 来歴
金沢競馬場の菅原欣也厩舎に所属し2015年にデビュー。
2015年4月4日、金沢競馬第2競走でドラゴングレイスに騎乗し初騎乗を果たす（8頭立て4着）。
4月12日の金沢競馬第6競走でゴールドシオンに騎乗し優勝、初勝利を挙げた。
2017年MRO金賞をムーンファーストに騎乗し優勝、重賞初制覇を飾る。
2017年9月25日、金沢競馬第10競走をムーンファーストで制し、地方通算100勝を達成。
2019年1月3日から2月22日まで笠松競馬場で期間限定騎乗を行った。

## 主な騎乗馬
- ムーンファースト（2017年MRO金賞）
- エムティエーレ（2019年金沢ヤングチャンピオン）
- サウスアメリカン（2020年百万石賞）
- サブノタマヒメ（2021年ノトキリシマ賞）
- ネオアマゾネス（2021年徽軫賞）
- エムティアンジェ（2021年金沢プリンセスカップ、ラブミーチャン記念、金沢ヤングチャンピオン、ライデンリーダー記念）
- オヌシナニモノ（2023年日本海スプリント）
- ダヴァンティ（2023年石川テレビ杯、ネクストスター金沢）
- ダイヤモンドライン（2023年サラブレッド大賞典）
- ショウガマッタナシ（2024年ネクストスター金沢、2025年ノトキリシマ賞、加賀友禅賞）
- ショウガフクキタル（2024年MRO金賞）

出典: